# Alaxai József (egyházi író)
Alaxai József (Alakszai, Alaxay József) (Verpelét, Heves vm., 1757. március 19. – 1806 körül) egyházi író, műfordító.

## Élete
1783-ban szentelték fel. 1785-től 1788-ig Szepetneken működött mint káplán, 1788 és 1794 között Milejben volt plébános, később lemondott plébániájáról. Semmiféle reá vonatkozó adat nem maradt fenn a mileji plébánia anyakönyveiben illetve irataiban. Egy ideig nevelőként dolgozott, utána a győri egyházmegyében pap, majd Gyömörén plébános volt. Később a győri püspök titkára lett. 1806 körül Rómában tartózkodott. Halálának időpontját nem ismerjük. (1808-ban a győri papi névtár már nem említi.)

## Munkái
1. Pásztori oktatás, melyben a hitetlenségnek okai és az isteni tiszteletnek fundamentomi adatnak elő. Montazet után francziából. Szombathely, 1790. Két kötet. (2. kiadás 1794.)
2. Lirinumi szent Vinczének az eretnekségek ujításáról irt emlékeztető könyve. Pozsony, 1793.
3. A világ közönséges történeteinek ékességei. Uo. 1794. (Fordítás.)